# Ірсаєва Нурія Ісхаківна
Ірсаєва Нурія Ісхаківна (башк. Ирсаева Нурия Исхаҡ ҡыҙы; нар. 13 жовтня 1942, с. Канбеково Міякинського району Башкирської АРСР) — радянська акторка, заслужена (1972) і Народна артистка Башкирської АРСР (1980) і Татарстану, Народна артистка РРФСР (1984).

## Біографія
Ірсаєва Нурія Ісхаковна народилася 13 жовтня 1942 року в с. Канбеково Міякинского району Башкирської АРСР.
У 1965 році закінчила Уфимське училище мистецтв, а в 1987 році закінчує Уфимський державний інститут мистецтв.
Дебютувала на сцені Башкирського академічного театру драми імені Мажита Гафурі в ролі Віри в п'єсі Сергія Тимофійовича Кайтова «Діти мої» в постановці режисера Ш. Муртазіної.

## Ролі в спектаклях
- Сарвар («Черевички» Х. Ібрагімова);
- Галіябану («Галіябану» М. Файзулліна);
- Ільгіза («Матері чекають синів» А. Мірзагітов);
- Галія («Невідправлені листи» А. Кутуя — Р. Ісрафілова)
- Майсара («Блакитна шаль» К. Тінчуріна)
- Серафіна («Жінки Ніскавуорі» Г. Вуолійокі)
- Миляуша («Миляуша, гірка горобина» Н. Асанбаєва)
- Айгуль («Країна Айгуль» М. Каріма)
- Домна Пантеліївна («Таланти і шанувальники» О. М. Островського)
- Марія («Святая святих» І. Друце)
- Віра («Мої діти» С. Кайтова)
- Айсилу («Місячні вечори Айсилу» І. Абдулліна) та інші.

## Фільмографія
- «Повернення почуттів» (1979) — Назіра, головна роль;
- «Двоє на голій землі» (1989) — Ірина, головна роль.

## Нагороди та звання
- Заслужена артистка Башкирської АРСР (1972);
- Народна артистка Башкирської АРСР (1980);
- Народна артистка РРФСР (1984);
- Срібна медаль імені О. Д. Попова (1985);
- Республіканська премія імені Салавата Юлаєва (1987).